# ヴィクター・フランケンシュタイン (映画)
『ヴィクター・フランケンシュタイン』（Victor Frankenstein）は、2015年にアメリカ合衆国で製作されたSFホラー映画。メアリー・シェリーの小説『フランケンシュタイン』を原作にしている。ポール・マクギガンが監督、マックス・ランディスが脚本を務めた。主演はジェームズ・マカヴォイとダニエル・ラドクリフ。
日本では劇場公開されずビデオスルーとなった。

## ストーリー
ヴィクトリア朝のイギリス、ロンドン。そこのサーカスで道化師として生きている名もない「せむし男」。彼は周囲から酷い迫害を受けながらも、独学で人体について学ぶほどの知性がある心優しい青年だった。そんなある日、せむし男は王立医科大学の学生ヴィクター・フランケンシュタインと出会う。せむし男が持つ知識に感服したヴィクターは彼をサーカスから連れ出し、自らが秘密裏に進めているとある研究の助手に抜擢すると共に、留守中のヴィクターのルームメイトであるイゴール・ストラウスマンの名前を与えるのだった。
ヴィクターが進めている研究とは「無から命を生み出す」という常軌を逸したものだった。この危険な研究に取り憑かれているヴィクターは次第に暴走を始め、イゴールはそんな彼を止めようと奔走するも、ついにヴィクターの手によって人造人間が完成してしまうのだった。

## キャスト
※括弧内は日本語吹替
- ヴィクター・フランケンシュタイン - ジェームズ・マカヴォイ（内田夕夜）
- イゴール・ストラウスマン - ダニエル・ラドクリフ（小野賢章）
- ローレライ - ジェシカ・ブラウン・フィンドレイ（うえだ星子）
- ロデリック・ターピン警部補 - アンドリュー・スコット（村治学）
- フランケンシュタイン男爵 - チャールズ・ダンス（堀勝之祐）
- フィネガン・ウェイランド - フレディ・フォックス（林勇）
- デットワイラー - マーク・ゲイティス
- アリステア - カラム・ターナー（高橋英則）
- バーナビー - ダニエル・メイズ（斎藤志郎）
- ナサニエル / プロメテウス - スペンサー・ワイルディング（英語版）
- プロメテウス - ギヨーム・ドローネー
- ラファティ - ブロンソン・ウェッブ（英語版）
- 警部 - アリステア・ペトリ（英語版）（宮崎敦吉）